# 山口美砂
山口 美砂（やまぐち みさ、1961年6月24日 - ）は日本の舞台女優。所属事務所はカートプロモーション。
同志社大学文学部卒業後、円・演劇研究所修了。趣味はヨガ、バレエ、アロマセラピー。 特技は日本舞踊。

## 出演作品

### 舞台
- Magic〜そこにいてもいなくても〜（WAKU&Kartプロモーションプロデュース 第1弾）
- S〜君がいる奇跡〜 （KartプロデュースVol.1）
- モンマルトルのカフェで（Kart Neo プロジェクトVol.1）
- 陽だまりの詩（KartプロデュースNeoプロジェクトVol.2）
- ラン・フォー・ユア・ワイフ（U.P.　CLUB）
- アチャラカ・ブギ（東京ギンガ堂）
- 夏の夜の夢（木山事務所プロデュース）
- 今夜お邪魔します（劇団道学先生）
- RYOMA&Ryoma（夢援隊Company）
- 血のつながり（FOCOプロデュース）
- れ・り・びぃ〜Let it be〜（WAKUプロデュース）
- from me to you（WAKUプロデュース）
- Big Army〜風よ急げ（倉田プロモーションプロデュース）
- とうもろこし（座☆スティングACT18）
- Michell～いるといないは天と地～（WAKUプロデュースvol.15）

### CM
- ジャスコ